# Putuo Shan
Putuo Shan (Chinees: 普陀山; pinyin: pǔtúoshān) is een eiland dat onderdeel uitmaakt van de Zhoushan-archipel voor de kust van de Chinese stad Ningbo. In het Chinees boeddhisme wordt het gezien als de bodhimanda van de bodhisattva Avalokitesvara zoals deze in de vrouwelijke vorm van Guanyin in China wordt aanbeden. Putuoshan is een van de vier heilige bergen in het Chinees boeddhisme. De andere drie zijn Emei Shan, Jiuhua Shan en Wutai Shan
Het eiland heeft de naam Putuo omdat er in het Chinese boeddhisme de aanname is dat dit het eiland Potalaka moet zijn dat in de Avatamsakasoetra beschreven staat als het eiland en de verblijfplaats van Avalokitesvara. Een eerste Chinese vertaling van de soetra dateert uit de vijfde eeuw, een meer complete vertaling is van eind achtste eeuw. Deze vergelijking is niet uniek in het boeddhisme. Het in de zeventiende eeuw gebouwde paleis voor de dalai lamas in Lhasa heet het Potala om dezelfde reden.
Het eiland is al meer dan tweeduizend jaar een heilige plek. Het was oorspronkelijk een van de taoïstische heilige bergen. Gedurende de periode van de Tang-dynastie (618-997) had het eiland de naam Meicenshan naar een taoïstische alchemist Mei Fu, die in de eerste eeuw v.Chr. op het eiland woonde. Een van de bergpieken op het eiland heet tot op de dag van vandaag de Meicenpiek.

## Transformatie van Guanyin
Guanyin werd in China oorspronkelijk als een mannelijke godheid afgebeeld en gezien. Er zijn beelden van Guanyin vanaf de vijfde eeuw waarin de bodhisattva duidelijk als een man wordt verbeeld. De beroemde Chinese pelgrim en vertaler Xuanzang schreef in de zevende eeuw overduidelijk over Guanyin als een man. Ook in de Śūraṅgamasoetra van begin achtste eeuw is Guanyin nog steeds een man. In die achtste eeuw begon echter ook het transformatieproces van Guanyin naar een vrouwelijke gedaante. Dat proces was eind tiende eeuw voltooid.

## Het eiland

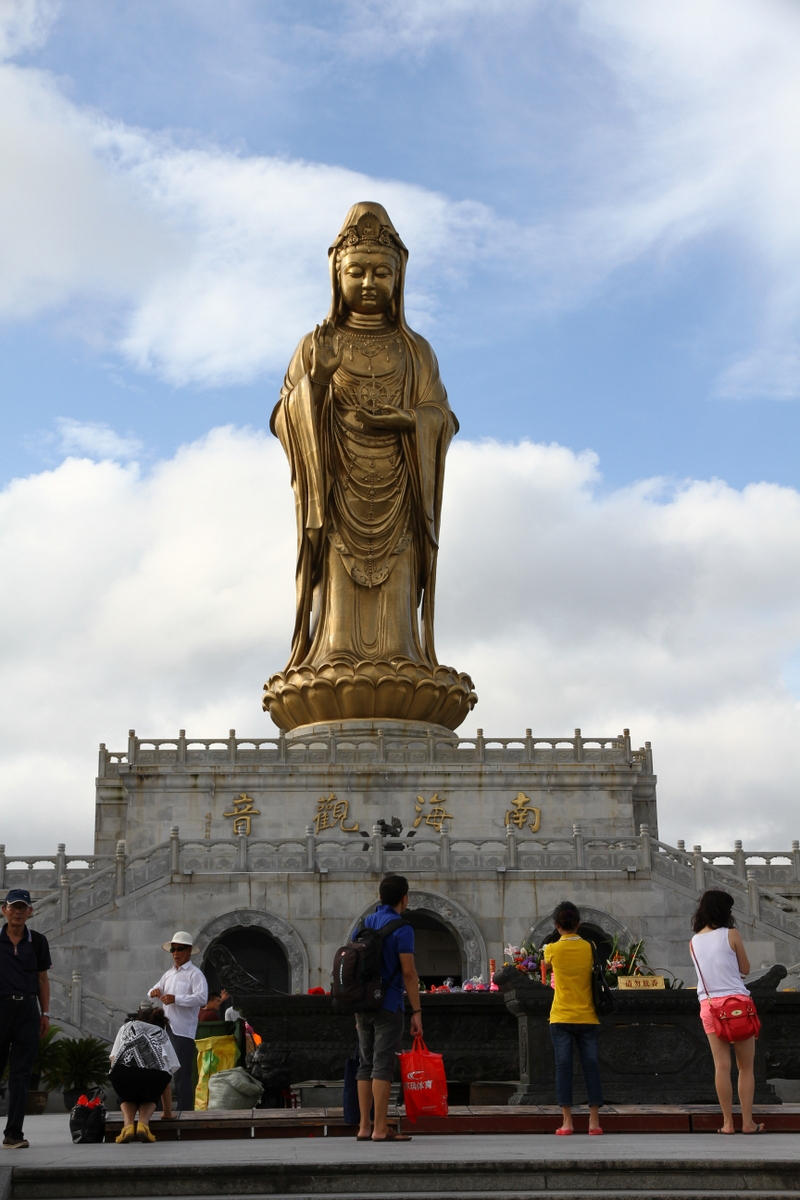
Het drieëndertig meter hoge standbeeld van Guanyin op het eiland

Vanaf de elfde eeuw begon Putuoshan zich te ontwikkelen als een belangrijke plaats voor de verering van Guanyin. In de veertiende eeuw was Putuoshan de belangrijkste plek in China voor die verering geworden. De belangrijkste plek voor de verering van Guanyin op het eiland is de Grot van het Geluid van het Tij. In de ogen van devote pelgrims wordt Guanyin hier vaak waargenomen.
De eerste keizer van de Ming-dynastie, Hongwu (r. 1368- 1398) liet tijdens zijn vervolgingen van het boeddhisme het eiland ontruimen en dwong de monniken het eiland te verlaten. In de vijftiende eeuw had het eiland echter weer ruim driehonderd tempels. In de eerste decennia van de zestiende eeuw werden die vrijwel allemaal verwoest door aanvallen van piraten. De keizer Wanli (r. 1572-1620) maakte het mogelijk, dat de meeste kloosters weer opgebouwd werden.
In 1949 bij de machtsovername door de Communistische Partij van China had het eiland 218 tempels met ruim 4000 monniken. Tot aan 1966 bleef die situatie globaal ongewijzigd. Tijdens de Culturele Revolutie werden de meeste tempels grote schade toegebracht en een aantal geheel verwoest. De monniken werden gedwongen het eiland te verlaten. Vanaf ongeveer 1980 zijn in toenemende mate monniken teruggekeerd en een aantal van de belangrijkste kloosters en tempels herbouwd, zoals het Puji-klooster dat uit begin tiende eeuw dateert.
In het tweede decennium van de eenentwintigste eeuw wordt het eiland opnieuw veel bezocht door pelgrims. Het karakter van het eiland is echter sterk veranderd door een grote dagelijkse instroom van – vooral Chinese – toeristen. Het eiland is met snelle veerboten goed bereikbaar vanaf Shanghai en Ningbo. Auto's worden op het eiland niet toegelaten. Vervoer op het eiland is alleen mogelijk met een systeem van minibusjes.